# Pisaster ochraceus
Pisaster ochraceusは、マヒトデ目のヒトデの一種。

## 解説
米国等の東太平洋に分布し、海岸に見られる。主に潮間帯から90mまでみられる。5本の腕を持ち、オレンジや赤、紫色などの個体がいる。普通は10～25ｃｍで主に貝などを食べている。